# Városháza (Pamplona)
A pamplonai városháza az észak-spanyolországi Pamplona egyik műemlék épülete, az önkormányzat székhelye. Világszerte sokan ismerik, mivel minden évben július 6-án, pontban déli 12 órakor itt történik meg az rakétafellövés, amely a világhírű Sanfermines fesztivál megnyitását jelenti.

## Története
1423 jelentős év volt Pamplona történelmében: III. Károly navarrai király ugyanis ekkor írta alá az úgynevezett Privilegio de la Uniónt, ami az addigi három önálló „városrészt”, Navarreríát, San Saturninót és San Nicolást egyesítette, egyúttal a három addigi település területének találkozási pontjában elrendelte az új városháza felépítését. Ezen a helyen addig nem volt semmi, de a városháza körül hamarosan kiépült a ma is ismert történelmi belváros.
Az épületet története során többször teljesen átépítették, a legjelentősebb átalakítás 18. század közepén történt: ebből az időszakból származik barokk főhomlokzata is, amelyet José Zay y Lorda tervezett, míg többi része Juan Miguel de Goyeneta tervei alapján készült. Szobrai José Jiméneztől származnak. Az épület kétszer súlyosan meg is rongálódott: utoljára 1951-ben, de a homlokzat ekkor épen maradt. Többi részét viszont újjáépítették, az új épületet 1953-ban avatták fel.

## Leírás
Az épület Pamplona történelmi belvárosának nagyjából a középpontjában, a Plaza Consistorial (Városház tér) északnyugati oldalán található. A háromszintes városháza oromzatának csúcsán egy harsonát fújó szobor áll, mellette pedig szintén kőből készült oroszlánok tartják a koronával díszített navarrai és pamplonai címert. Ezen kompozíció alatt egy timpanon helyezkedik el, benne egy 18. századi órával, két szélén pedig Juan Lorenzo Catalán két Herkules-szobrával. Mindhárom szinten négy-négy oszloppár díszíti a barokk homlokzatot. Ezen oszlopok stlíusa szintenként más-más: lentről felfelé haladva dór, jón és korinthoszi. A szinteket elválasztó, a homlokzat teljes szélességében elnyúló erkélyek díszes korlátjain is megjelennek a város jelképeinek számító oroszlánok. A földszinti, félköríves záródású, késő barokk kapu mellett a négy sarkalatos erény közül kettő, a mértékletesség és az igazság allegorikus emberszobra áll: ezeket 1754-ben készítette José Jiménez.
A főkapun belépve, az előtérben egy 1735-ből származó színezett Bourbon-facímer látható. A belső kapu szemöldökfáján a következő latin felirat olvasható: Patet omnibus ianua, cor valde magis, azaz „Az ajtó mindenki számára nyitva, főként a szív számára”. Az első emeleten található a fogadószalon, a polgármesteri iroda és az ülésterem. Mind közül a legdíszesebb a fogadószalon, ahol II. Izabella spanyol királynő, Pablo de Sarasate és Julián Gayarre képe is látható, a hozzákapcsolt kápolnában pedig Szent Firminus és Szent Saturninus relikviái mellett egy olyan ezüstből készült kereszt is található, amelyet a 16. századi pamplonai ötvösmesterség legszebb termékének tartanak. A gyűlésteremben (ahol 15-naponta tartanak ülést) egy olyan színes üvegablak érdemel említést, amelynek ábrázolása az 1423-as városegyesítő szerződésre emlékezik meg. A polgármesteri irodában őrzik azt a hét kulcsot, amely a régi, fallal körülvett város kapuit nyitotta, illetve egy hímzett hivatalos zászlót és a város jelképének számító három ezüstbuzogányt.

## Képek

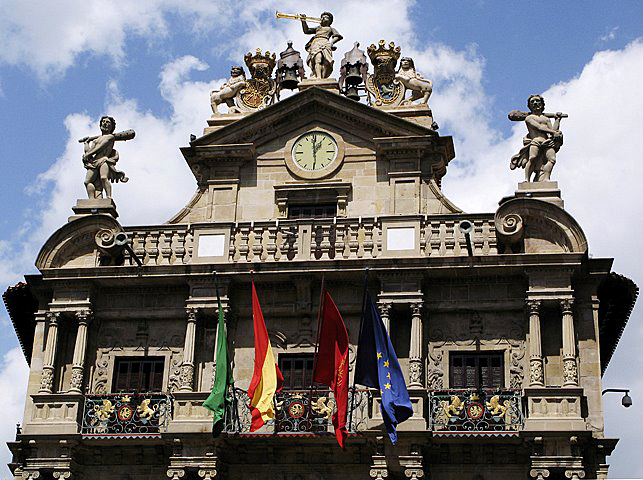
Részlet a főhomlokzat tetejéről
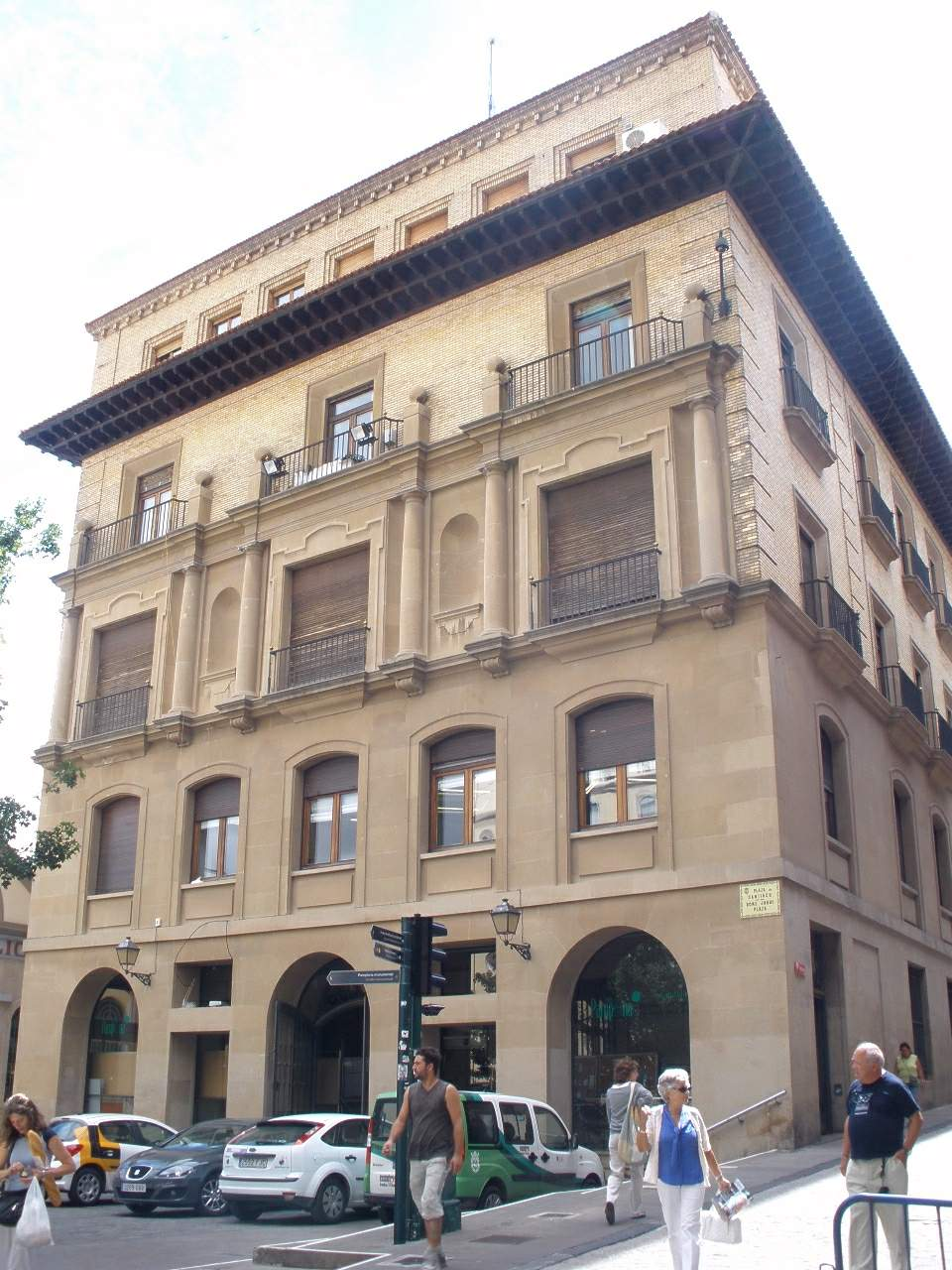
Az épület hátsó része
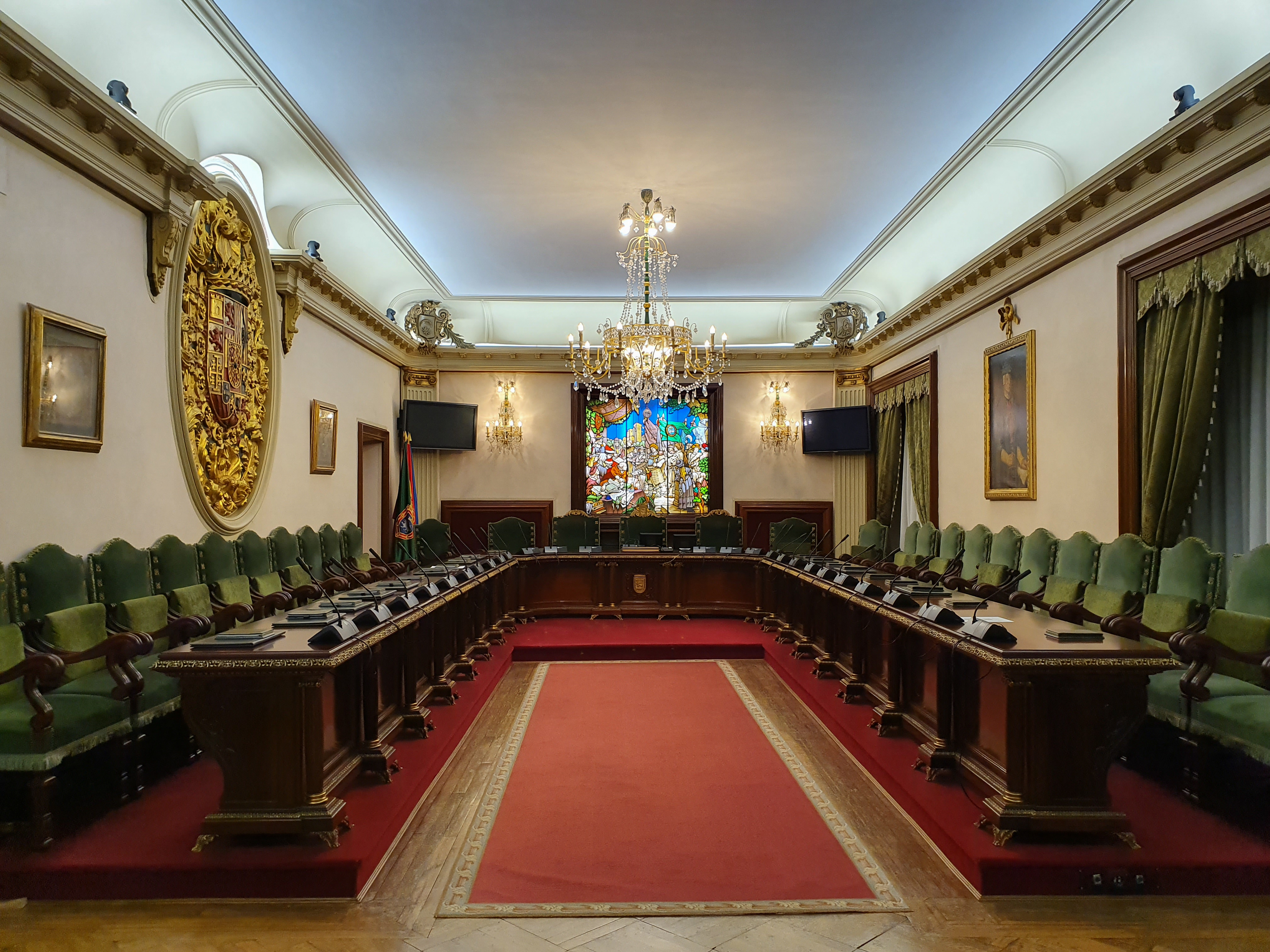
Az ülésterem
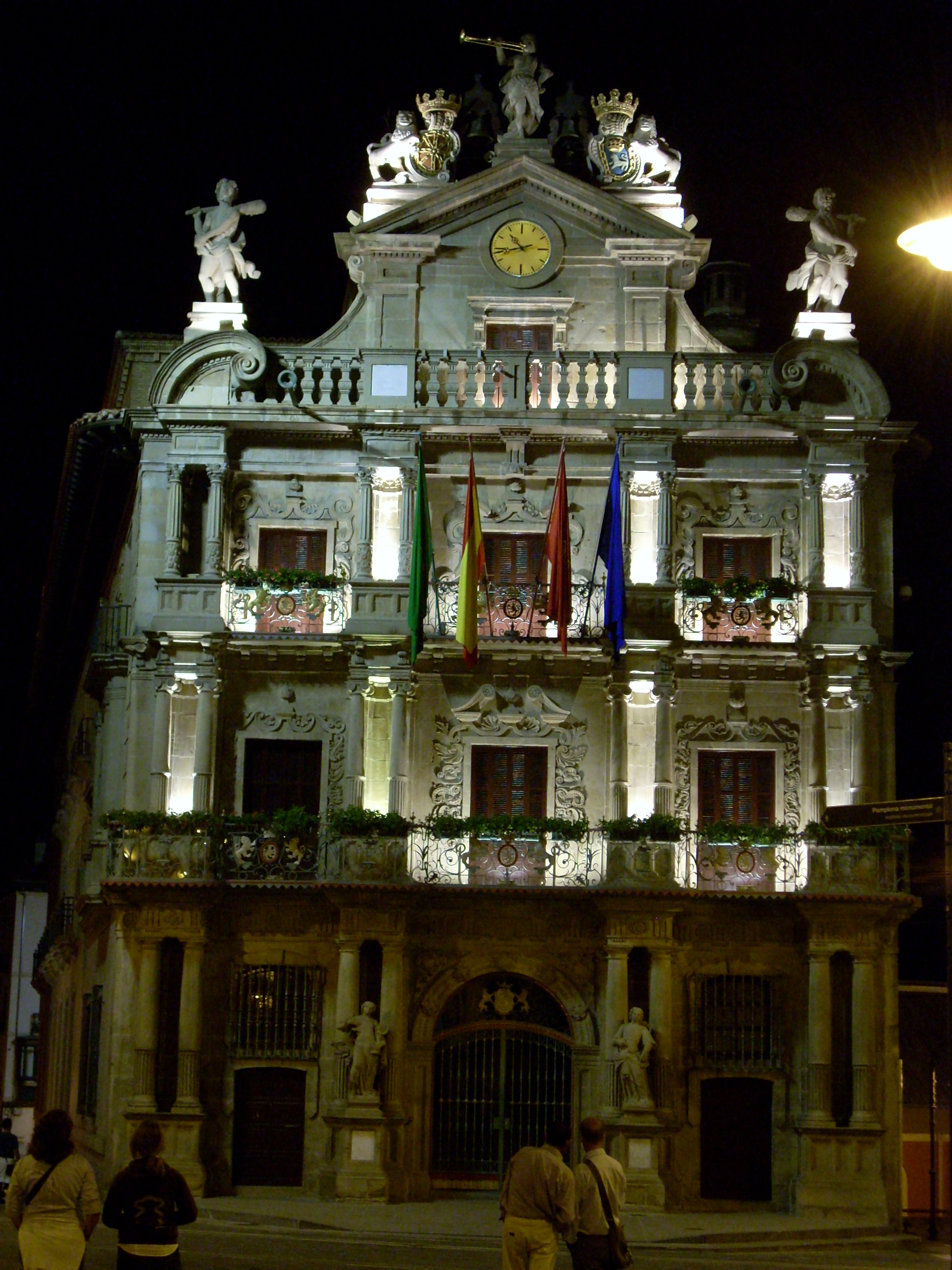
Éjjel, kivilágítva